# Okkert Brits
Okkert Brits (né le 22 août 1973 à Uitenhage) est un athlète sud-africain pratiquant le saut à la perche. Il est l'actuel détenteur du record d'Afrique de la discipline avec un saut à 6,03 m, établi le 18 août 1995 à Cologne. Le Sud-Africain était un sauteur très physique de grande taille (1,98 m).

## Biographie
Il se révèle lors de la saison 1992 en remportant son premier titre de champion d'Afrique, puis en se classant troisième des Championnats du monde juniors de Séoul avec un saut à 5,40 m. Conservant son titre continental en 1993, il remporte le concours de la Coupe du monde des nations 1994 et permet à l'équipe d'Afrique d'occuper la première place au classement général final. 
Okkert Brits franchit pour la première fois la barre des six mètres le 29 juillet 1995 lors du meeting en altitude de Sestrières, puis réalise la meilleure performance de sa carrière moins d'un mois plus tard à Cologne avec 6,03 m, devenant à cette occasion le troisième meilleur « performeur » de tous les temps derrière Sergueï Bubka et Rodion Gataullin. Il participe aux Championnats du monde de Göteborg mais échoue au pied du podium avec une barre à 5,80 m. Il s'impose lors de la Finale du Grand Prix de Monaco (5,95 m) devant Sergueï Bubka (5,90 m). L'année suivante, le Sud-africain établit un troisième saut au-delà des six mètres (6,01 m le 15 mars 1996 à Stellenbosch), mais doit déclarer forfait pour les Jeux olympiques d'Atlanta. 
Champion d'Afrique pour la troisième fois consécutive en 1998, il se classe dixième des Championnats du monde 1999 et septième des Jeux olympiques de 2000. En 2002 à Manchester, Ockert Brits s'adjuge le titre des Jeux du Commonwealth (5,75 m) devant l'Australien Paul Burgess. Il s'impose par ailleurs lors de la Coupe du monde des nations de Madrid (5,75 m). Sélectionné pour les Championnats du monde 2003 de Paris-Saint-Denis, le Sud-africain se classe deuxième du concours avec un saut à 5,85 m, s'inclinant de cinq centimètres face à l'Italien Giuseppe Gibilisco. La même année, il reçoit un avertissement public après avoir été contrôlé positif à l'éphédrine (stimulant). 
Il met un terme à sa carrière à l'issue de la saison 2006, après avoir remporté son quatrième titre de champion d'Afrique.

## Palmarès
| Année | Compétition                    | Lieu       | Place | Hauteur |
| ----- | ------------------------------ | ---------- | ----- | ------- |
| 1992  | Championnats d'Afrique         | Maurice    | 1er   | 5,35 m  |
| 1992  | Championnats du monde juniors  | Séoul      | 3e    | 5,40 m  |
| 1992  | Coupe du monde des nations     | La Havane  | 3e    | 5,30 m  |
| 1993  | Championnats d'Afrique         | Durban     | 1er   | 5,40 m  |
| 1994  | Coupe du monde des nations     | Londres    | 1er   | 5,90 m  |
| 1995  | Championnats du monde en salle | Barcelone  | 3e    | 5,75 m  |
| 1995  | Championnats du monde          | Göteborg   | 4e    | 5,80 m  |
| 1995  | Finale du Grand Prix           | Monaco     | 1er   | 5,95 m  |
| 1995  | Jeux africains                 | Harare     | 1er   | 5,50 m  |
| 1997  | Championnats du monde en salle | Paris      | 6e    | 5,65 m  |
| 1998  | Championnats d'Afrique         | Dakar      | 1er   | 5,40 m  |
| 1999  | Championnats du monde          | Séville    | 10e   | 5,50 m  |
| 2000  | Jeux olympiques                | Sydney     | 7e    | 5,80 m  |
| 2000  | Finale du Grand Prix           | Doha       | 3e    | 5,60 m  |
| 2001  | Championnats du monde en salle | Lisbonne   | 7e    | 5,60 m  |
| 2002  | Jeux du Commonwealth           | Manchester | 1er   | 5,75 m  |
| 2002  | Coupe du monde des nations     | Madrid     | 1er   | 5,75 m  |
| 2003  | Championnats du monde          | Paris      | 2e    | 5,85 m  |
| 2003  | Finale mondiale d'athlétisme   | Monaco     | 2e    | 5,86 m  |
| 2006  | Championnats d'Afrique         | Maurice    | 1er   | 5,20 m  |

## Records personnels
| Épreuve   | Performance | Lieu    | Date            |
| --------- | ----------- | ------- | --------------- |
| Extérieur | 6,03 m      | Cologne | 18 août 1995    |
| Salle     | 5,90 m      | Liévin  | 16 février 1997 |